# Capilla de Santa Juana de Arco
La capilla de Santa Juana de Arco (en inglés: St. Joan of Arc Chapel) es una capilla católica que hoy se encuentra en Milwaukee, Wisconsin, Estados Unidos, en el campus de la Universidad de Marquette, en la Arquidiócesis de Milwaukee. Fue dedicada a Juana de Arco el 26 de mayo de 1966 después que fue movida de su ubicación anterior en Long Island, Nueva York. El edificio fue construido originalmente en el valle del río Ródano, en Francia.
Originalmente llamada Chapelle de Saint Martin de Sayssuel, la capilla fue construida durante varias generaciones en el pueblo francés de Chasse-sur-Rhône, al sur de Lyon. Se calcula que fue construida alrededor del siglo XV. El edificio fue abandonado después de la Revolución Francesa y cayó en la ruina. Después de la Primera Guerra Mundial, el joven arquitecto Jacques Couelle redescubrió la capilla y negoció una transferencia a Brookville, Nueva York; posteriormente sería reubicada en su localización actual.